# Norio Suzuki
Norio Suzuki (鈴木 規郎, Suzuki Norio), né le 14 février 1984 à Chiba (Japon), est un footballeur japonais qui évolue au poste de milieu offensif au Omiya Ardija. Il a joué international espoir du Japon. En dehors du football, il est passionné de cuisine.

## Biographie
Pressenti en France en janvier 2008 (avec un essai à Angers), il signe finalement en juin 2009 au SCO Angers en Ligue 2.